# Floyd Lounsbury
Floyd Lounsbury   (Stevens Point, 25 d'abril de 1914 - East Haven, 14 de maig de 1998) Floyd Glenn Lounsbury, fou un lingüista, antropòleg i maianista erudit i epigrafista estatunidenc, més conegut pel seu treball en els sistemes lingüístics i culturals d'una varietat de llengües d'Amèrica. Igualment importants van ser les seves contribucions a la comprensió dels jeroglífics, cultura i la història de la civilització maia de Mesoamèrica precolombina.

## Biografia
Lounsbury va néixer a Stevens Point, Wisconsin fill de John Glenn Lounsbury i Anna Louise Jorgensen. Es va graduar a la Universitat de Wisconsin el 1941, amb especialització en matemàtiques. Durant aquest període Morris Swadesh era a la facultat donant conferències sobre lingüística dels indis americans. Lounsbury anà als seus cursos, i quan Swadesh va rebre subvencions de l'Administració del progrés de treballs per a un estudi de la llengua i folklore oneida, va nomenar Lounsbury com el seu assistent. Quan Swadesh va sortir de Wisconsin a Ciutat de Mèxic, Lounsbury va assumir el càrrec de director del projecte. Va crear una ortografia per a l'idioma, i va ensenyar als estudiants que es van donar cita una gran varietat de textos dels parlants de llengua oneida. Després del projecte, Lounsbury començar a treballar el 1940 en la fonologia de l'idioma per al doctorat en la Universitat.

## Carrera
Quan va esclatar la Segona Guerra Mundial es va allistar com a meteoròleg en el XXII Esquadró del Temps del Cos Aeri de l'Exèrcit dels Estats Units. Estacionat a Brasil, hi va aprendre portuguès. Va rebre el seu doctorat el 1946. Va rebre una beca de la Fundació Rockefeller, i va treballar en la morfologia del verb oneida en el departament d'antropologia a la universitat Yale. Va rebre el seu Ph. D. el 1949, i la seva tesi va ser la base d'una publicació el 1953 que va establir un marc i la terminologia ha seguit des de llavors en l'anàlisi de les llengües iroqueses. Es va unir al departament el 1949 i hi va ensenyar fins a la seva jubilació el 1979.

## Contribucions
Va traçar la relació històrica entre les diverses llengües iroqueses, i com a part del seu treball per a la Comissió Interestatal de Vermont-Nova York a la Conca del Llac Champlain, va escriure un estudi autoritzatiu dels topònims iroquesos a la vall de Champlain. Va iniciar l'aplicació de mètodes lingüístics per a l'anàlisi formal de terminologia de parentiu i l'organització social. També va gravar el mite de la creació oneida el 1971 a Ontario, que anava a donar lloc a un llibre, publicat pòstumament pel seu alumne Bryan Gick, que incloïa el mite de la creació i les referències a les versions traduïdes abans, i l'anàlisi lingüística dels diversos aspectes de les històries iroqueses.
Els seus treballs lingüístics també van tenir una influència en els seus estudis antropològics, va utilitzar el seu coneixement dels camps semàntics per relacionar els tipus de fons parentals en el camp de la fonètica (Lounsbury 1956) Lounsbury era un defensor primerenc de la teoria fonètica dels jeroglífics maies de Iuri Knorozov, que eren síl·labes en lloc d'ideogrames. Va contribuir a la metodologia que en última instància va conduir a la desxiframent dels jeroglífics. Va formar part del trio amb Linda Schele i Peter Mathews, que una tarda, el 1973, va elaborar una línia de temps de 200 anys de la família reial de Palenque, presentant aquella nit a la Primera Taula Rodona de Palenque.
Durant aquest període, Lounsbury va desenvolupar la seva correlació constant del compte llarg del calendari mesoamericà, un nombre de dies que permetia la conversió d'un compte llarg donat cap o des d'una data del calendari occidental. Aquesta constant és el nombre de dies entre l'inici del calendari julià (1 de gener de 4713 abans de la nostra era) i la data era del Compte Llarg en 13.0.0.0.0 4 Ajaw 8 Kumk'u. La constant de Lounsbury és 584.285, dos dies més de la correlació estàndard GMT de 584.283.
Vivia a East Haven, i va morir d'insuficiència cardíaca congestiva a Connecticut Hospice. Es va casar amb Masako Yokoyama i van tenir una filla, la novel·lista i cineasta Ruth Ozeki.

## Nomenaments i Premis
- Membre del Centre d'Estudis Avançats en Ciències del Comportament, 1963-1964[6]
- Elegit per Acadèmia Nacional de Ciències, 1969[2]
- Guardonat amb la Creu Wilbur Lucius per l'Escola de Graduats de Yale de les Arts i les Ciències, 1971[2]
- Sènior Research Scholar, Dumbarton Oaks, Washington DC, 1973-1974 i 1977-1978[7]
- Elegit per a l'Acadèmia Americana de les Arts i les Ciències, 1976[8]
- Nomenat el Sterling Professor Emèrit d'Antropologia per la Universitat Yale, 1979
- Elegit per a la Societat Filosòfica Americana, 1987[1]
- És nomenat doctor honoris causa per la Universitat de Pennsilvània, 1987[9]
- Conferència destacada a la reunió anual de 1990 de l'American Anthropological Association[10]

## Obres
- Phonology of the Oneida Language MA Thesis, University of Wisconsin, 1946
- Stray Number Systems among Certain Indian Tribes American Anthropologist XLVIII, 1948
- Oneida Verb Morphology Yale University Press, 1953
- The Method of Descriptive Morphology in Readings in Linguistics ed. E P Hamp, M Joos, F W Householder and R Austerlitz, University of Chicago Press, 1953
- A Semantic Analysis of Pawnee Kinship Usage Language XXXII, 1956
- Iroquois Place-Names in the Champlain Valley University of the State of New York, Albany, 1960
- Iroquois-Cherokee Linguistic Relations Bureau of American Ethnology Bulletin CLXXX, 1961
- A Formal Account of the Crow- and Omaha- type Kinship Terminologies in Explorations in Cultural Anthropology, ed. W Goodenough, McGraw-Hill, 1964
- Another View of the Trobriand Kinship Categories in Formal Semantic Analysis, ed. E Hammel, American Anthropological Association, 1965
- A Study in Structural Semantics: The Sirionó Kinship System with Harold W. Scheffler. Prentice-Hall, 1971
- On the Derivation and Reading of the "Ben-Ich" Affix in Mesoamerican Writing Systems, 1973
- Pacal in First Palenque Round Table, ed. M G Robertson, Pre-Columbian Art Research, 1974
- A Rationale for the Initial Date of the Temple of the Cross at Palenque in The Art, Iconography and Dynastic History of Palenque, ed. M G Robertson, Pre-Columbian Art Research Institute, 1976
- Parentage Expressions in Classic Maya Inscriptions with L Schele and P Mathews, International Conference on Maya Iconography and Hieroglyphic Writing Guatemala City, 1977
- Maya Numeration, Computation, and Calendrical Astronomy in Dictionary of Scientific Biography XV, ed. C C Gillespie, Scribners, 1978
- A Solution for the Number 1.5.5.0, in The Sky in Mayan Literature, edited by A. Aveni, Oxford U, Press, 1992.
- Some Problems in the Interpretation of the Mythological Portion of the Hieroglyphic Text of the Temple of the Cross at Palenque in Third Palenque Round Table, ed. M G Robertson, 1978
- Astronomical Knowledge and Its Uses at Bonampak, Mexico in Archaeoastronomy in the New World : American Primitive Astronomy, ed. A F Aveni, Cambridge University Press, 1982
- Glyphic Substitutions: Homophonic and Synonymic in Phoneticism in Mayan Hieroglyphic Writing, ed. J S Justeson and L Campbell, Institute for Mesoamerican Studies, State University of New York at Albany, 1984
- The Identities of the Mythological Figures in the Cross Group Inscriptions of Palenque in Fourth Palenque Round Table, ed. M G Robertson and E P Benson, Pre-Columbian Art Research Institute, 1985
- The Ancient Writing of Middle America in The Origins of Writing, ed. W Senner, University of Nebraska Press, 1989
- A Palenque King and the Planet Jupiter in World Archaeastronomy, ed. A F Aveni, Cambridge University Press, 1989
- Recent Work in the Decipherment of Palenque's Hieroglyphic Inscriptions American Anthropologist XCIII, 1991
- "A Solution for the Number 1.5.5.0 of the Mayan Venus Table", and "A Derivation of the Mayan to Julian Correlation from the Dresden Codex, Venus Chronology", chapters in "The Sky in Mayan Literature", edited by Anthony F. Aveni, Oxford University Press, 1992.
- The Oneida Creation Story Arxivat 2007-06-27 a Wayback Machine. by Demus Elm and Harvey Antone, Translated and edited by Lounsbury and Bryan Gick, 2000